# Центр зайнятості Вільних людей
Центр зайнятості Вільних людей (ЦЗВЛ) — громадська ініціатива, яка виникла в лютому 2014 року на Майдані, аби допомогти тим, хто втратив роботу через участь у революційних подіях. У травні 2014 року ініціатива була офіційно зареєстрована як ГО «Центр зайнятості Вільних людей» (ЦЗВЛ). На той час Центр нараховував близько 60 постійних волонтерів.
Після анексії Криму, розгортання війни на Сході України, ГО почала допомагати внутрішньо переміщеним особам в професійній та підприємницькій реалізації. У грудні 2014 року стало очевидним, що така сама допомога потрібна і учасникам АТО, які повертаються додому. У цей час був заснований проєкт «Воїну-гідна праця». Наразі головною метою організації є сприяння процесу соціальної адаптації вразливих категорій населення (ВПО, ветерани АТО, люди з інвалідністю, люди 45+ тощо) через навчання, перекваліфікацію, самозайнятість і працевлаштування.
Виконавча директорка — Оксана Філоненко.

## Місія
Місія ЦЗВЛ — сприяти професійній та підприємницькій реалізації вразливих категорій задля формування суспільства Вільних людей, які беруть на себе відповідальність за своє життя й створюють позитивні зміни навколо.

## Напрямки діяльності
1. Підвищення конкурентоспроможності вразливих груп на ринку праці через кар'єрне консультування, навчання, перекваліфікацію та особистісний розвиток.
2. Підтримка розвитку підприємництва через навчання, консультування, менторство та надання міні-грантів для започаткування власної справи.
3. Розвиток корпоративної соціальної відповідальності як інструменту залучення представників бізнесу до вирішення проблем соціальної адаптації й працевлаштування ВПО, ветеранів АТО та людей з інвалідністю.
4. Трудова інклюзія. Пропагування переваг різноманіття у трудовому колективі через проведення інтерактивних заходів для роботодавців.

## Основні проєкти
— «Воїну — гідна праця» — сприяння соціальній адаптації ветеранів АТО через працевлаштування, навчання й перекваліфікацію. Серед навчальних курсів, доступних для ветеранів є комп'ютерна грамотність, англійська мова, HR, SMM та за індивідуальним запитом. Для роботи з учасниками АТО, які отримали інвалідність внаслідок участі в бойових діях, ЦЗВЛ застосовує підхід кейс-менеджменту, який передбачає всебічну підтримку бійців включно з медичною, психологічною та юридичною допомогою. 
«Бійці не можуть повернутися до колишнього місця роботи через поранення чи інвалідність, також їм потрібен свій соціум. Тому наш проєкт — це одночасна робота з ветеранами, їхніми сім'ями, працедавцями та соціумом. Бійцям ми так само допомагаємо з пошуком роботи, складанням резюме, організовуємо курси англійської мови, курси приватних компаній — щоб можна було обрати будь-яку спеціальність для навчання», — Оксана Філоненко, виконавча директорка ЦЗВЛ.
Основна тенденція, простежена в ході діяльності — ветерани АТО не хочуть бути тими, ким були до цього. Хочуть робити щось інше, на їхній погляд, корисне суспільству чи пов'язане з допомогою їхнім товаришам, але обов'язково має соціальну складову. Наприклад, будівельник, який закінчив курси масажистів, відкрив масажний кабінет і вступатиме навчатися на реабілітолога.

— Всеукраїнська інформаційна кампанія «Захоплені життям. Історії успіху учасників АТО» спрямована на збільшення мотивації й активності ветеранів при поверненні до мирної праці та самореалізації після війни; підвищення рівня лояльності працедавців до ветеранів АТО; зменшення рівня стигматизації ветеранів серед широкої громадськості через поширення історій успіху учасників АТО. В рамках інформаційної кампанії, яка вже пройшла в таких містах як Київ, Харків, Дніпро, Львів, передбачено проведення однойменних Форумів, на яких ветерани АТО, які соціалізувалися через працевлаштування, реалізацію соціальних проєктів, відкриття бізнесу, діляться своїми історіями повернення в мирне життя. Форум об'єднає на одному майданчику ветеранів АТО, членів їх родин, роботодавців, представників державних органів, навчальних компаній, небайдужих українців тощо.

— RIZNA — проєкт із підвищення конкурентоспроможності жінок на ринку праці. Учасниці проєкту — це жінки з Києва та області, ветеранки АТО, дружини ветеранів АТО, переселенки. Відбір учасниць здійснювався на основі мотиваційних анкет. Тривалість проєкту — 3 місяці, що передбачає активну залученість учасника не менше, ніж 1 раз на тиждень. Девіз проєкту — «Бути самодостатньою, професійно реалізованою, жити в гармонії з собою та світом».
З учасницями проєкту проводилися заняття з профорієнтації, самопрезентації, юридичної та фінансової грамотності, консультації психологів. Також відбувались зустрічі з успішними жінками. Найбільш активні учасниці отримали сертифікати на перекваліфікацію.
Проєкт підтримувався Посольством Королівства Нідерланди у рамках програми «Підвищення конкурентоспроможності жінок на ринку праці».